# Masafumi Mizuki
Masafumi Mizuki (Miyazaki, 1 augustus 1974) is een voormalig Japans voetballer.

## Carrière
Masafumi Mizuki speelde tussen 1993 en 2000 voor Kashima Antlers en Avispa Fukuoka.

## Statistieken
| Japan   | Japan           | Japan       | League | League | Emperor's Cup | Emperor's Cup | J-League Cup | J-League Cup | Totaal | Totaal |
| Seizoen | Club            | League      | Wed.   | Goals  | Wed.          | Goals         | Wed.         | Goals        | Wed.   | Goals  |
| ------- | --------------- | ----------- | ------ | ------ | ------------- | ------------- | ------------ | ------------ | ------ | ------ |
| 1993    | Kashima Antlers | J. League 1 | 0      | 0      | 0             | 0             | 0            | 0            | 0      | 0      |
| 1994    | Kashima Antlers | J. League 1 | 0      | 0      | 0             | 0             | 0            | 0            | 0      | 0      |
| 1995    | Kashima Antlers | J. League 1 | 0      | 0      | 0             | 0             | -            | -            | 0      | 0      |
| 1996    | Kashima Antlers | J. League 1 | 0      | 0      | 0             | 0             | 0            | 0            | 0      | 0      |
| 1997    | Kashima Antlers | J. League 1 | 0      | 0      | 0             | 0             | 0            | 0            | 0      | 0      |
| 1998    | Kashima Antlers | J. League 1 | 6      | 0      | 0             | 0             | 2            | 0            | 8      | 0      |
| 1999    | Avispa Fukuoka  | J. League 1 | 14     | 2      |               |               |              |              | 14     | 2      |
| 2000    | Avispa Fukuoka  | J. League 1 | 0      | 0      |               |               |              |              | 0      | 0      |
| Totaal  | Totaal          | Totaal      | 20     | 2      | 0             | 0             | 2            | 0            | 22     | 2      |